# Rosario Tijeras (serie de televisión mexicana)
Rosario Tijeras es una serie de televisión de drama criminal mexicana producida por Sony Pictures Televisión y Teleset para TV Azteca, emitida entre 2016 y 2019. Es una versión de la serie de televisión colombiana homónima de 2010, que a su vez, está basada en el libro del mismo nombre creado por Jorge Franco, siendo adaptada por Adriana Pelusi y Carlos Quintanilla Sakar. Se estrenó primero a través de Azteca Trece el 30 de octubre de 2016, siendo movida a partir de su segunda temporada a Azteca 7 y finalizó el 14 de diciembre de 2019 en dicho canal.
Está protagonizada por Bárbara de Regil, José María de Tavira, Antonio Gaona y Sebastián Martínez, junto con un reparto coral.
El 24 de mayo de 2025 se confirmó que la serie había sido adquirida por Netflix. Y se renovó para una cuarta temporada cuyo estreno fue el 18 de junio de 2025.

## Temporadas
| Temporada | Temporada | Episodios | Episodios | Emisión original      | Emisión original        | Emisión original |
| Temporada | Temporada | Episodios | Episodios | Primera emisión       | Última emisión          | Cadena           |
| --------- | --------- | --------- | --------- | --------------------- | ----------------------- | ---------------- |
|           | 1         | 60        | 60        | 30 de octubre de 2016 | 30 de enero de 2017     | Azteca 13        |
|           | 2         | 67        | 67        | 27 de agosto de 2018  | 16 de diciembre de 2018 | Azteca 7         |
|           | 3         | 70        | 70        | 25 de agosto de 2019  | 14 de diciembre de 2019 | Azteca 7         |
|           | 4         | 40        | 40        | 18 de junio de 2025   | 18 de junio de 2025     | Netflix          |

### Primera temporada (2016-17)
La temporada gira en torno a los primeros años de María del Rosario López Morales (Bárbara de Regil), una hermosa joven que radica en uno de los barrios más peligrosos del nororiente de la Ciudad de México. Con su belleza y nobleza que contrastan en el entorno que la vio crecer, es tanto temida por sus enemigos como amada por su familia y amigos, sin embargo, Rosario dejará marcas de por vida en todos los que la rodean, en especial, en dos hombres que lográn robarle el corazón: Antonio Bethancourt (José María de Tavira) y Emilio Echegaray (Antonio Gaona).
Antonio, un joven arquitecto que en tiempo más adelante y junto con Emilio, su mejor amigo, llevan desesperados a una Rosario malherida a un hospital más cercanos, después de haber recibido dos balazos a manos de un sicario. Mientras espera que a la mujer de su vida sea atendida por el servicio médico, Antonio va recordando a su amada Rosario como una bella adolescente que tenía un futuro prometedor hasta haberse convertido en una sicaria de sangre fría, mientras que él, era un joven pasante de arquitectura.
La historia de Rosario está ligada a la de Antonio, quien la conoció cuando era un idealista estudiante de arquitectura durante una visita en la preparatoria en la que Rosario estudiaba. Su primer encuentro está marcado por un beso provocador, un beso que Antonio no puede quitarse de la cabeza, haciendo que Rosario se vuelva su obsesión, además, quiere encontrarla y ayudarla a salir del mundo oscuro en el que vive.
Después del primer encuentro entre Rosario y Antonio, ella es expulsada de la preparatoría por haber enfrentado a su profesora con unas Tijeras y haberle cortado una parte de cabello, por lo que hace que a Rosario no le quede más trabajar ahora para un mafioso llamado Gonzalo González (José Sefami), «El General», mismo que muere en sus manos cuando ella lo ajusticia vengando la muerte de su mejor amiga Delia (Daniela Soto). Esto no es la primera vez que Rosario saca su lado de guerrera de barrio, días antes, se vengó también de El Cacho (Iván Raday), hombre que la ha estado acosando por todo el vecindario hasta poder abusar sexualmente de ella, dándole origen al mito y apodo de «Rosario Tijeras».
La familia y los amigos de Antonio ven con malos ojos su interés por la muchacha, a la que todos la consideran una salvaje. Solamente Emilio, su mejor amigo, lo apoya incondicionalmente en sus intentos por encontrarla. La amistad entre Emilio y Antonio parecía inquebrantable a pesar de ser muy diferentes, pues se dabán la vida por el otro, pero al llegar Rosario a la vida de Emilio, hace que el y Antonio sean rivales por el amor de Rosario.
Los destinos de Antonio y Rosario se cruzan en varias ocasiones donde se presenta oportunidad, haciendo que el joven se enamoré cada vez más de la chica y su carácter indomable, siempre a la defensa de sus seres queridos y siempre en contra de las injusticias, haciendo que Antonio cada vez se entregue incondicionalmente enamorado de Rosario y a la búsqueda de ser amado por ella, pero será un amor imposible, ya que para Rosario «Amar es más difícil que matar».

### Segunda temporada (2018)
En la segunda temporada, luego de haber escapado de la sed de venganza de «El Güero» Arteaga (Hernán Mendoza) tras haber asesinado en frente de él a Tobías Arteaga (Francisco «Pakey» Vázquez), su hermano, Rosario y Antonio logran asegurar su libertad, pero no por mucho tiempo. Al haberse declarado enamorado del uno con el otro, Rosario y Antonio son obligados a separarse durante su huida.
Mientras que Rosario cae en manos de Daniel «El Ángel» Salgado (Sebastián Martínez), un hombre misterioso que es tan seductor como violento, además, de esconder un profundo secreto que arrastra del pasado; Antonio es secuestrado y torturado por Tóxina (Israel Islas), uno de los hombres de Arteaga.
Dicha situación hace que Rosario se vea enredada —de nueva cuenta— en lo que parecía una interminable y sangrienta guerra de venganza entre dos cabezas de cartéles. Por lo que Rosario, tendrá que ver la manera de salvar a su pequeño hermano Érik (Harold Azuara) y a Antonio, el amor de su vida.

### Tercera temporada (2019)
En la tercera temporada y final de la serie, el mundo de Rosario se derrumba cuando su hija, Ruby, es secuestrada. Para recuperarla, tendrá que aceptar colaborar con la policía, formando parte de un escuadrón de élite dedicado a la captura de El Ángel. Rosario debe trabajar contrarreloj y con los sentimientos a la superficie, porque en el barrio nada es lo que parece.

## Reparto
| Intérprete            | Personaje                                       | Temporadas  | Temporadas  | Temporadas  |
| Intérprete            | Personaje                                       | 1           | 2           | 3           |
| Principales           | Principales                                     | Principales | Principales | Principales |
| --------------------- | ----------------------------------------------- | ----------- | ----------- | ----------- |
| Bárbara de Regil      | María del Rosario López Ramos «Rosario Tijeras» | Principal   | Principal   | Principal   |
| José María de Tavira  | Antonio Bethancourt                             | Principal   | Principal   | Invitado    |
| Antonio Gaona         | Emilio Echegaray                                | Principal   |             |             |
| Hernán Mendoza        | León Elías «El Güero» Arteaga                   | Principal   | Principal   | Invitado    |
| Vanessa Bauche        | Rubí Morales                                    | Principal   |             |             |
| Christian Vázquez     | El Fierro                                       | Principal   |             |             |
| José Sefami           | Gonzalo González «El General»                   | Principal   |             |             |
| Ariel López Padilla   | Camilo Echegaray                                | Principal   |             |             |
| Hugo Albores          | Cristóbal                                       | Principal   |             |             |
| Sophie Gómez          | Marta Bethancourt                               | Principal   |             |             |
| Rocío Verdejo         | Susana                                          | Principal   |             |             |
| María Fernanda Quiroz | Yolanda                                         | Principal   |             |             |
| Ariana Ron Pedrique   | Paula Restrepo                                  | Principal   |             |             |
| Lucía Silva           | Paula Restrepo                                  |             | Principal   |             |
| Pakey Vázquez         | Tobías Arteaga                                  | Principal   |             |             |
| Dino García           | Leonardo García                                 | Principal   |             |             |
| Alexa Martín          | Leticia Bethancourt                             | Principal   |             |             |
| Pia Watson            | Samantha                                        | Principal   |             |             |
| Pascacio López        | El Peludo                                       | Principal   |             |             |
| Ruy Senderos          | Damián González                                 | Principal   |             |             |
| Eduardo Victoria      | Luis Enrique Bethancourt                        | Principal   |             |             |
| Luis Alberti          | Brandon López Morales                           | Principal   |             |             |
| Sebastián Martínez    | Daniel Salgado «El Ángel» / «El Minipig»        |             | Principal   | Principal   |
| Danny Perea           | Detective Pamela Pulido                         |             | Principal   |             |
| Marina Ruíz           | Detective Pamela Pulido                         |             |             | Principal   |
| Verónica Langer       | Aurora                                          |             | Principal   | Principal   |
| Harold Azuara         | Érik López Morales                              |             | Principal   | Principal   |
| Christian Chávez      | El Guarro                                       |             | Principal   |             |
| Claudio Lafarga       | Gabriel                                         |             | Principal   |             |
| Sonia Couoh           | Melva                                           |             | Principal   |             |
| Mario Loría           | Jonás                                           |             | Principal   |             |
| Gabriel Casanova      | Isaac Medina                                    |             | Principal   |             |
| Israel Islas          | Toxina                                          |             | Principal   | Invitado    |
| Yankesy Estrada       | Larry Porter                                    |             | Principal   |             |
| Leonardo Alonso       | Génaro                                          |             | Principal   |             |
| Ignacio Riva Palacio  | Andrómeda                                       |             | Principal   |             |
| Palmeira Cruz         | Venus                                           |             | Principal   |             |
| Tania Martínez        | Serena                                          |             | Principal   |             |
| Marina Victoria       | Tania                                           |             | Principal   |             |
| Lizzy Auna            | Alexandra                                       |             | Principal   |             |
| Alan Castillo         | John                                            |             | Principal   |             |
| Álex Brizuela         | Aquiles                                         |             | Principal   |             |
| Juan Pablo Campa      | Agente Dylan Romero                             |             |             | Principal   |
| Mauricio Islas        | General Sebastián Iriarte                       |             |             | Principal   |
| Samadhi Zendejas      | Géminis                                         |             |             | Principal   |
| Pamela Almanza        | Laura Peralta                                   |             | Recurrente  | Principal   |
| Alejandro Guerrero    | Capitán Ismael Bravo                            |             |             | Principal   |
| Marco León            | Máicol                                          |             |             | Principal   |
| Nikole Barajas        | Rubí Salgado López                              |             |             | Principal   |
| Guillermo Nava        | Maximiliano «El Verdugo»                        |             |             | Principal   |
| Renata Vaca           | Julieth                                         |             |             | Principal   |
| Roberto Duarte        | Ulises Altamirano                               |             |             | Principal   |
| Jorge Lan             | Agustín                                         |             |             | Principal   |
| Christian Vega        | Bernardo Altamirano                             |             |             | Principal   |
| Claudette Maillé      | Vanesa                                          |             |             | Principal   |
| Roberto Montiel       | Don Pacho                                       |             |             | Principal   |
| Laura Ferretti        | Marisol                                         |             |             | Principal   |
| Recurrentes           |                                                 |             |             |             |
| Erick Chapa           | Juan José                                       | Recurrente  |             |             |
| Luz Ramos             | Rocío                                           | Recurrente  |             |             |
| Giuseppe Gamba        | Sudarsky                                        | Recurrente  |             |             |
| Alonso Espeleta       | Chávez                                          | Recurrente  |             |             |
| Paloma Ruiz de Alda   | Solange                                         | Recurrente  |             |             |
| Cher Constantine      | Grace                                           | Recurrente  |             |             |
| Iván Raday            | El Cacho                                        | Recurrente  |             |             |
| Constantino Morán     | Querubín                                        | Recurrente  | Recurrente  |             |
| Fernando Ciangherotti | El Pegaso                                       |             | Recurrente  |             |
| Yolanda Ventura       | Andrea                                          |             | Recurrente  |             |
| Juan José Pucheta     | Manuel Osorno                                   |             | Recurrente  |             |
| Begoña Narváez        | Martina                                         |             |             | Recurrente  |
| Jordi Rosh            | Santiago                                        |             |             | Recurrente  |
| Alejandro Salcedo     | Poncho                                          |             |             | Recurrente  |
| Bruno Coronel         | Fósforo                                         |             |             | Recurrente  |
| Álex Galindo          | Langosta                                        |             |             | Recurrente  |
| Jessica Espinosa      | Carmelita                                       |             |             | Recurrente  |
| Rafael Nieves         | Gregory                                         |             |             | Recurrente  |
| Antonio Sotillo       | Pablo Morales                                   |             |             | Recurrente  |

## Producción
A finales de febrero de 2016, TV Azteca mostró interés en realizar una versión de la serie colombiana del mismo nombre que Sony Pictures Television y Teleset realizaron para RCN Television a inicios de los años 2010, la cual, TV Azteca estaría realizando bajo la coproducción de Sony Pictures Television  —dueños de Teleset— e iniciando una alianza estratégica por 4 años. La serie inicio producción y rodaje el 18 de julio de 2016, confirmando a Bárbara de Regil, José María de Tavira y Antonio Gaona como los que llevarán los roles titluales durante la fotografía inicial. Los rodajes en exteriores se realizaron en una locación en la colonia La Presa —en la falda suroriente del Cerro del Chiquihuite—, en el municipio de Tlalnepantla de Baz en el Estado de México; siendo dirigida la primera temporada por Salvador «Chava» Cartas y Alejandro Lozano «El Patas».
El 19 de enero de 2017 —a días previos del final de la primera temporada—, la serie fue renovada para una segunda temporada. Dicha temporada inició su rodaje el 21 de noviembre de 2017 y finalizó el 5 de junio de 2018 en la Ciudad de México. Dicha temporada tuvo la participación de actores como Danny Perea, Verónica Langer y Christian Chávez, entre otros, por mencionar la adición del actor colombiano Sebastián Martínez, quien también participó en la versión colombiana —en el papel de Emilio— y para esta versión se integra interpretando a Ángel Salgado.
El 16 de diciembre de 2018, después del final de la segunda temporada se anunció a través de las redes sociales de Azteca 7 que la serie fue renovada para una tercera temporada. La preproducción de la temporada inició a finales de noviembre de 2018. El 8 de enero de 2019 se anunció que la temporada será la última que tendrá la serie. La producción de la serie inició el rodaje de la temporada el 21 de enero de 2019 y concluyó el 24 de junio de 2019.

## Audiencia
| Temporada | Horario (CT)                     | Cadena       | Episodios | Primera emisión       | Primera emisión      | Última emisión          | Última emisión       | Promedio de espectadores (millones) |
| Temporada | Horario (CT)                     | Cadena       | Episodios | Fecha                 | Audiencia (millones) | Fecha                   | Audiencia (millones) | Promedio de espectadores (millones) |
| --------- | -------------------------------- | ------------ | --------- | --------------------- | -------------------- | ----------------------- | -------------------- | ----------------------------------- |
| 1         | lunes a viernes 21:00 - 22:00 h. | Azteca Trece | 60        | 30 de octubre de 2016 | 10.5                 | 30 de enero de 2017     | 12.4                 | 11.45                               |
| 2         | lunes a jueves 22:30 - 23:30 h.  | Azteca 7     | 67        | 27 de agosto de 2018  | 2.7                  | 16 de diciembre de 2018 | 2.6                  | 1.81                                |
| 3         | lunes a jueves 22:30 - 23:30 h.  | Azteca 7     | 70        | 25 de agosto de 2019  | 1.9                  | 14 de diciembre de 2019 | 2.3                  | —                                   |

Notas
1. ↑  40 episodios lanzado en streaming sin conclusión.
2. 1 2  Puntos de audiencia.